# Конан (Коті)
Ко́нан (яп. 香南市, こうなんし, МФА: [koːnaɴ ɕi̥]?) — місто в Японії, в префектурі Коті. Розташоване в південно-східній частині префектури.    Отримало статус міста 2006 року. Площа становить 126,51 км². Станом на 1 липня 2012 року населення складало 33 655  осіб, густота населення — 266 осіб/км².     

## Демографія
Згідно з даними перепису населення Японії, населення Конан активно зменшувалось з 50-х до 70-х років, після чого поступово зростало до 2010 року. Станом на 1 жовтня 2020 року населення складало 32 207 осіб, з яких чоловіків — 15 545 осіб, жінок — 16 662 осіб. Густота населення — 254,7 осіб/км².